# Diecezja Terrassy
Diecezja Terrassy (łac. Dioecesis Terrassensis) – diecezja Kościoła rzymskokatolickiego w Katalonii. Należy do metropolii Barcelony. Została erygowana 15 czerwca 2004.